# Croton capitatus
Espèce
Croton capitatus est une espèce de plantes à fleurs du genre Croton et de la famille des Euphorbiaceae, présente au centre et à l'est des États-Unis et du Mexique.
Il a pour synonymes :
- Croton capitatus var. genuinus, Müll.Arg.
- Heptallon capitatum (Michx.) Raff.
- Oxydectes capitata (Michx.) Kuntze
- Pilinophytum capitatum (Michx.) Klotzsch

Il a deux sous-espèces :
- Croton capitatus var. capitatus
  - (en) Catalogue of Life : Croton capitatus capitatus
- Croton capitatus var. lindheimeri (Engelm. & A.Gray) Müll.Arg.
  - (en) Catalogue of Life : Croton capitatus lindheimeri (Engelm. & A.Gray) Müll.Arg. ayant pour synonyme :
  - Croton albinoides, (A.M.Ferguson) Croizat, 1942
  - Croton capitatus var. albinoides, (A.M.Ferguson) Shinners
  - Croton engelmannii, A.M.Ferguson, 1901
  - Croton engelmannii var. albinoides, A.M.Ferguson, 1901
  - Croton lindheimeri (Engelm. & A.Gray) Engelm. & A.Gray ex Wood, 1865
  - Croton muelleri var. albinoides, (A.M.Ferguson) Croizat,
  - Pilinophytum lindheimeri, Engelm. & A.Gray